# Ngqushwa
Ngqushwa – gmina w Republice Południowej Afryki, w Prowincji Przylądkowej Wschodniej, w dystrykcie Amatole. Siedzibą administracyjną gminy jest Peddie.